# Raymond Guérin
Raymond Guérin, född 2 augusti 1905, död 12 september 1955, var en fransk författare.
Guérin tillbringade sin barndom i Paris, gick i skola i Poitiers, studerade hotellyrket i Paris, fullgjorde sin militärtjänst där och slog sig därefter ned i Bourdeaux, där han skrev romaner utan att publicera dem. 1936 debuterade han med romanen Zobain, som gjorde honom känd i litterära kretsar. Guérin utgav senare Quand vient la fin (1941, ny bearbetad utgåva 1945), L'apprenti (1946), en bred och ingående skildring av en ung hotellarbetares upplevelser, främst på det erotiska planet, i den franska huvudstaden, starkt realistisk såväl sakligt som språkligt, första delen i en planerad serieroman med titeln Ébauche d'une mythologie de la réalité, La confession de Diogène (1947) och La main passe (1947), där Guérin i en diktad persons monolog tolkar sin syn på världen som meningslös. I essäsamlingen Un romancier dit son mot (1948) porträtterade Guérin några personer som hade haft betydelse för honom, bland annat Marcel Arland och Jean Paulhan, och utvecklade sina tankar om romanen som konstform. Under andra världskriget satt Guérin fyra år i ett tyskt fångläger.